# 赤井米吉

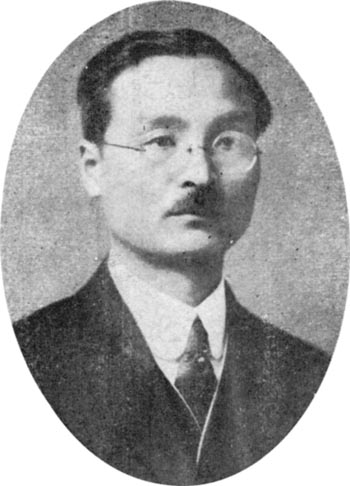
赤井米吉

赤井 米吉（あかい よねきち、1887年6月1日 - 1974年2月26日）は、日本の教育者。

## 略歴
石川県金沢市出身。広島高等師範学校（現・広島大学）卒。旧姓は山本。
ヘレン・パーカーストによるドルトン・プランを紹介。
1924年に明星学園、1946年金沢女子専門学園（現・学校法人金沢学院大学）を創立した。
1974年2月26日、消化管出血のため東京都武蔵野市の森本病院にて死去。86歳。

## 生涯

### 生い立ち
1887年(明治20年)、石川県石川郡野村字法島(現在の金沢市)で三男として生まれる。
1893年(明治26年)、野南尋常小学校に入学。1897年(明治30年)、同校卒。同時に石川県尋常師範学校付属小学校高等科に入学。この頃から金沢市のメソジスト教会に通い、1901年に牧師の毛利官治から受洗する。1898年(明治31年)、自宅が土蔵を残して全焼。
1901年(明治34年)、付属小学校卒業。石川県金沢第二中学校に入学。1902年(明治35年)2月に石川県尋常師範学校二種講習科に入学し、10月に修了。同時に石川県才川村駒帰尋常小学校に準教員として赴任する。

### 石川師範学校時代
尋常小学校での5か月の教員生活の後、1903年(明治36年)に石川師範学校へ入学する。規則の厳しい師範学校生活に不満を抱きながらも、赤井は植物採集や教会での礼拝などに勤しむ。東京から金沢へ巡回してきた植村正久や井深梶之助らの講和を聞いて深く感銘したこともあった。また石浦町教会の富永徳磨牧師に頼み、師範生のみの「聖書研究会」を組織する。内村鑑三の非戦論にも共鳴し、直接手紙を送って指導を求めるも、返事が来なかったことに落胆して内村鑑三への敬いをやめる。
一方で赤井はまた島崎藤村の新体詩に感動し、1903年(明治36年)には藤村へ手紙を送った。そして藤村からは丁寧な返事をもらい、返書には以下のような文言が書かれていた。
この返書をもらった赤井は大いに喜び、感動を受けた。そして師範学校に入学してから採集してきた植物に油をかけて焼き、文学の研究と創作を志すと心に決めたという。1906年(明治40年)、赤井は広島高等師範学校の英文科を志望し受験するも、結果は不合格となり、やむなく金沢郊外の石川郡金石尋常高等小学校に訓導として就職する。

### 金石尋常高等小学校訓導時代
赤井は、1906年(明治40年)4月から金石尋常高等小学校の高等三年男児組を担当に受け持った。赤井は正課の授業が終わると、「巌窟王」や「レ・ミゼラブル」などの読み聞かせを行ったり、唱歌の時間にはオルガンではなく、師範時代の二年生から習っていたバイオリンを用いた。ほかにも、水泳やテニス、野球などを子供たちと共に行い、授業外活動などにも力を入れていた。また、地元の中学生や第四高等学校の生徒たちが赤井の下宿に集まり、戯曲を研究したりするサークルが生まれた。当時の三年女児組にいた野里つるともこの金石尋常高等小学校訓導時代に出会い、のちに彼女は赤井の夫人となる。

### 広島高等師範学校時代
1908年(明治41年）、赤井は金石尋常高等小学校の職を辞め、広島高等師範学校予科に入学する。翌年、広島高師英語科に進学。赤井はここで自分の志望であった英文学の研究に力を入れ、アーヴィングやエリオットの作品を翻訳したり、バルザックやツルゲーネフ、トルストイなどの作品にも触れた。英語劇や英会話にも力を入れ、多彩な活動を行った。また、ここで赤井は小原国芳とも知り合い、彼とは生涯にわたって親交を深めていった。そんな中、赤井は自然主義思想などの影響を受け、信仰と自然性、神秘性と合理性の矛盾について悩むようになり、1910年(明治43年)の夏休みに山口県の本間俊平の下へと訪れた。本間は当時、山口県の秋吉台で鉱山経営をしながらキリスト教育と共同生活の実践によって青少年たちの更生に取り組んでいた。本間は自分の下へ訪れたインテリ学生気取りの赤井に対して厳しい態度で接し、赤井は一か月の間、ここで大理石を切り出しながら祈りと労働の生活を送った。ある晩、赤井は本間から次のようなことを教わった。
「学校ではよい子を誉めて、悪い子を叱る。悪い子がおるということは、善い子が本当に善い子ではないからだ。自分の友達が本当に悪いことをするのを黙ってみているのは、自分もなかば悪事の手伝いをしているのだ。本当に友情があるならば、殴られたって、友人の悪を止めねばならぬ。」
赤井はこのような本間の精神に心を打たれ、「学校教師として働きながら文学を志す」という夢を捨て、身も心も教育者として生涯を全うようと決意したという。

### 広島高等師範学校卒業後の教師時代
1912年(大正元年)、広島高師を卒業した赤井は、25歳で愛媛師範学校に教諭として赴任する。赤井は当時の校長であった山路一遊に深い感銘を受け、しばしば山路の家に赴いて教育問題について共に語り合った。また、山路は欧米の新教育についても関心を寄せており、赤井は彼からルソーの「エミール」やロックの著書などの勧めや指導を受けた。のちに赤井と共に明星学園を創設する山本徳行は愛媛師範学校時代の教え子であった。
1916年(大正5年)、赤井は福井県小浜水産学校に赴任する。小浜は海岸の町であり、春には水産学校も漁などの実習を中心とした学習を行っていた。そうした中で赤井は労働と教育を結び付けることの重要さを認識し、下中弥三郎が「万人労働の教育」を著した後に、赤井自らも「万人労働の教育」を論じて、後の明星学園の教育へとつながっていった。
1919年(大正8年)、赤井は福井県立武生中学校へ赴任。武生中学校は赤井にとって居心地の良いものではなかった。校長が教育に対して無関心であった上に、生徒と教師が対立していた暗い雰囲気の中で、赤井は教師として働いていた。一方、日本の新教育思想は大正デモクラシーの中で展開されていった。また、赤井は小原國芳や、澤柳政太郎から1917（大正6）年に設立された成城学園へと招かれたが、彼は秋田師範の付属小学校へ主事として赴任することにした。だが、学校側の体制と赤井の自由教育思想がかみ合わなかったこともあり、翌年の1922年(大正11年)には秋田師範付属小学校を去って成城小学校の幹事へと転任した。
欧米の新教育視察から帰還した澤柳は、赤井にドルトン・プランを紹介するように勧めた。赤井はヘレン・パーカーストの著作を翻訳、紹介し、それによって彼は新教育運動の中心人物として全国へ名を知らしめた。だが、その後の成城学園では小原國芳と赤井の対立が表面化し、赤井は小原派と袂を分かって照井猪一郎、照井げん、山本徳行とともに新たな学園を創立しようと決意した。

### 明星学園の創設
赤井は、新たな学園創設の資金を調達するにあたり、朝鮮の永中金山を経営し、成城学園に子女を入学させていた茶郷基に資金提供を頼んだ。茶郷は快くこの願いを聞き入れ、資金援助に協力した。1924年(大正13年)、赤井ら四人は井の頭の一角に明星学園を創設した。明星学園創設の日であった5月15日は雨であり、本来はドルトン・プラン提唱者のヘレン・パーカーストも創設式に招く予定だったがそれもできず、澤柳のみを迎え、総勢21人の生徒、家族と4人の教師が集まって創設式は行われた。明星学園では赤井が校長、山本徳行が三年、照井猪一郎が二年、照井げんが一年を担当した。赤井は明治以降の教育を次のように批判し、明星に新たな自由教育を取り入れようとした。「従来の教育は殆ど御談義であった。教師の訓戒、進んで善きことをなす機会が与えられていなかった。そして、働かざることと消費が誇とされる風があった。」

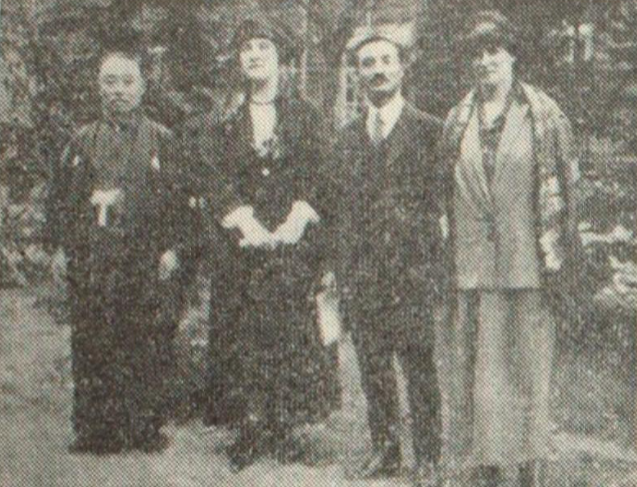
左から、澤柳政太郎、H・パーカースト、赤井米吉、パーカーストの秘書カフマン,（1924年撮影）

明星学園の創設は順調に進んだものの、この期間に赤井の弟の死、照井猪一郎の父親の死、そして茶郷の経営事情の悪化などの不幸が重なった。しかし、そのような中でも赤井は多方向の協力によって学園を発展させ、1929年(昭和4年)には明星学園に中学部、女学部を新設した。

### 教育指導者としての活動
明星学園の創設者となることにより、赤井は新教育運動の指導者として名を高めていった。明星学園へ子を入学させた北原白秋や武者小路実篤などの知識人とも接した。しかし、1930年前後には歴史的背景のもとで自由教育運動は分裂の兆しを見せ、農民や労働者を重視したブルジョア批判的な自由教育思想も生まれていった。赤井は社会の混乱を資本主義体制の矛盾に見出し、社会主義的な立場からこれを批判した。1934年、赤井が大阪へ出張した際、特高によって家宅捜索を受けたのも、彼の思想が国家から危険視されたためであるという意見もある。1936年、赤井はイギリスで開催された第七回世界新教育会議に出席し、その後も欧米諸国の新教育を視察した。しかし、こういった中で赤井は欧米の帝国主義が後進資本主義国や植民地支配国にとって足かせになっている実態を認識した。赤井が帰国した翌年の1937年に日中戦争が始まり、これが彼の思想にナショナリズムを芽生えさせ、赤井は国策への共鳴を始める。

### 戦時体制での立場と戦後の活動
1938年、日本政府が国家総動員法を発令すると、赤井はこれに賛同し「偉大な国家創造の仕事が段々始まっている」と綴った。そして1940年にはついに個人主義的自由主義とも決別するに至った。彼は教育を「皇国の道」ととらえ、積極的に国家体制へ賛同する教育者となっていった。また、明星学園中学部の第一回卒業生が徴兵年齢に達した1937年から、第十回生に至るまでの卒業生が戦争の中で出兵していった。戦争末期、本土空襲が始まると赤井は防空壕の中で母を亡くす。1945年に敗戦を迎えたが、明星学園は空襲によって破壊され、出兵した卒業生のうち28名が戦死した。こうした敗戦を経て赤井は再び自由主義教育を再検討し、GHQから日本の教育再建を任された。1946年には金沢女子専門学園を創設するに至った。だが、その年に赤井は戦時中の全体主義思想を咎められて教職追放令を受け、一切の教職を退かなければならなくなった。こうして赤井は明星学園と金沢女子専門学園を去り、著述に専念せざるを得なくなった。1951年の講和条約によって赤井も追放を解除されたものの、明星学園は照井猪一郎の指導によって赤井校長時代とは異なる発展をしており、金沢女子短大でもまた独自の道を歩み始めていた。この二つの学校が赤井を迎えられないまま、北陸新聞社から社長に就任するように勧められ、赤井はこれに応じた。だが、教育者であった赤井は経営や政治的な壁にぶつかり、1953年にこれを辞任した。参議院議員に立候補する準備も進めていたが、衆議院解散によってこれも叶わなかった。そして1953年に東京に帰った赤井は明星学園理事長に迎えられ、1958年までの五年間、理事長として資金調達などに奔走した。この間、1956年に成立した新教育委員会法に基づいて、赤井は武蔵野市教育委員会委員長となる。1961年に下中弥三郎が死去すると、赤井は下中記念財団設立準備会委員長となり、翌年には下中記念財団理事長に就任した。1974年2月26日死去。

## 家族
父:山本太右衛門
母:山本はつ
一番上の兄:山本甚吉
二番目の兄:山本作太郎

赤井は1908年に西田幾太郎の仲介で赤井家の養子となり、改姓。
1912年、許嫁であった野里つると結婚。松山の新玉町で家庭を持つ。
1913年、長男の友一が生まれるも二か月あまりで脚気により他界。
1915年、長女光恵が生まれる。
1917年、次女信代が生まれる。
1920年、次男哲郎が生まれる。
1921年、次男哲郎が肺炎により他界。
1922年、三女英乃が生まれる。
1932年、実父太右衛門が死去。
1935年、長女光恵が死去。
1945年、実母はつが空襲により他界。
1951年、養母他界。

## 著書
- 『ダルトン案と我国の教育』（集成社） 1924
- 『性愛の進化・方向』（厚生閣書店） 1931
- 『新らしき教育計画のために』（刀江書院） 1932
- 『母物語』（子供の教養社） 1935
- 『世界の教育の動きをみて』（刀江書院） 1937
- 『世界観と教育』（日本文化研究会、教育新書） 1941
- 『ガイダンス』（河出書房、教育文庫） 1949
- 『子供への理解』（学芸図書出版社、P.T.A.シリーズ） 1949
- 『智能検査の意義と方法』（理科教育振興会） 1949
- 『精神衛生』（宮田斉共著、学芸図書出版社、ガイダンスシリーズ） 1950
- 『道徳教育の反省と再建』（学芸図書出版社） 1951
- 『精神衛生入門』（理想社） 1956
- 『愛と理性の教育 赤井米吉記念論集』（平凡社） 1964
- 『この道 赤井米吉遺稿集』（赤井つる） 1975.2

## 翻訳
- 『スポルヂョン説教集』（栗原基共訳、磯部甲陽堂） 1916
- 『神秘主義と現代生活』（ジヨン・ライト・バツカム、磯部甲陽堂） 1919
- 『児童大学の実際』（エベレン・デユーエー、集成社） 1922
- 『世界文化史』（ウエルス、集成社） 1925
- 『生きた教育哲学』（C・ウォシュバーン、春秋社） 1950
- 『原子時代に住みて 変りゆく世界への新しい希望』（バートランド・ラッセル、理想社） 1953
- 『新教育の生かし方』（C・ウォシュバーン、学芸図書出版社） 1953
- 『ドルトン・プランの教育』（パーカースト、中野光編、明治図書出版、世界教育学選集） 1974

## 関連文献
- 大日本学術協会編修『日本現代教育学大系 第五巻 春山作樹氏教育学 北沢種一氏教育学 赤井米吉氏教育学 手塚岸衛氏教育学』モナス、1927年5月
  - 大日本学術協会編修『日本現代教育学大系 第5巻 春山作樹・北沢種一・赤井米吉・手塚岸衛篇』日本図書センター、1989年11月、ISBN 4820584693
- 中野光「赤井米吉と自由教育への道」（東洋館出版社編集部編『近代日本の教育を育てた人びと 下』東洋館出版社、1965年11月）
- 沢柳精神の継承者 赤井米吉」（中野光著『教育改革者の群像』国土社、1976年3月）
  - 中野光著『教育改革者の群像』国土社〈現代教育101選〉、1991年1月、ISBN 4337659331
- 唐沢富太郎編著『図説 教育人物事典 : 日本教育史のなかの教育者群像 上巻』ぎょうせい、1984年4月

## 関連テキスト
- 赤井米吉「(ラッセルがいう)三つの戦いとその教育」 :『ラッセル協会会報』n.15（1970年５月）p.10

| 公職            | 公職                                                                         | 公職            |
| --------------- | ---------------------------------------------------------------------------- | --------------- |
| 先代 五十嵐三郎 | 武蔵野市教育委員会委員長 ） 1956年 -） 1960年                                | 次代 橋福三郎   |
| ビジネス        |                                                                              |                 |
| 先代 （新設）   | 北陸新聞社社長 ） 1952年 -） 1953年                                          | 次代 村勝二     |
| その他の役職    |                                                                              |                 |
| 先代 神田五雄   | 学校法人明星学園理事長 ） 1953年 -） 1958年                                  | 次代 市村寅之輔 |
| 先代 （新設）   | 財団法人明星学園理事長 ） 1928年 -） 1947年                                  | 次代 市村今朝蔵 |
| 先代 （新設）   | 明星学園中学校長 ） 1928年 -） 1947年                                        | 次代 上田八一郎 |
| 先代 （新設）   | 明星学園高等女学校長 ） 1936年 -） 1947年 明星高等女学校長 1928年 -） 1936年 | 次代 上田八一郎 |
| 先代 （新設）   | 金沢女子専門学園長 ） 1946年                                                 | 次代 上田忠雄   |